# Манчини, Дон
Джордж Дональд Манчини (англ. George Donald Mancini; род. 25 января 1963) — американский кинорежиссёр, сценарист, продюсер.

## Карьера
Будучи фанатом ужасов с самого детства, Манчини перед созданием «Детских игр» вдохновился фильмом «Трилогия ужаса» (1975) и эпизодом «Живая кукла» (1963) сериала «Сумеречная зона». Он утверждал, что образ куклы-убийцы существовал в медиа, но при этом его никогда не использовали для полнометражного фильма в эпоху аниматроники. Будучи студентом Калифорнийского университета в середине 1980-х годов, Манчини был удивлён истерией, когда у каждого из детей была игрушка Cabbage Patch Kids, и тем, что эти вездесущие куклы сметались с магазинных полок и вызывали драки между родителями, желающими приобрести кукол. Отец Манчини всю жизнь проработал в рекламной индустрии, и он знал, как эффективный маркетинг может привести к потере доверия, что приведет к тому, что потребители окажутся в беде. Исходя из этого, Манчини хотел написать мрачную сатиру о том, как маркетинг повлиял на детей, утверждая, что Cabbage Patch Kids действительно популярен. В итоге Манчини написал сценарии для фильмов «Детские игры», «Детские игры 2» и «Детские игры 3».
В дальнейшем Манчини был исполнительным продюсером и сценаристом фильма «Невеста Чаки», продолжившем историю «Детских игр 3», срежиссировал и написал сценарии к картинам «Потомство Чаки», а также «Проклятие Чаки». Наряду с Майклом Макдауэлом и Клайвом Баркером, Манчини является одним из немногих открытых геев-писателей в жанре слэшер. В 2007 году он выиграл премию EyeGore за вклад в жанр ужасов. Иногда работает под псевдонимом Kit Du Bois (также Kit Dubois). Манчини посещал школу Святого Кристофера в Ричмонде, Виргиния, а также учился в Колумбийском университете в Нью-Йорке и Калифорнийском университете в Лос-Анджелесе.
В 2017 году написал сценарий и срежиссировал седьмую часть франшизы о кукле-убийце «Культ Чаки», а в 2018 году заявил, что работает над сериалом, который продолжит историю Чаки.

## Фильмография
| Год  | Фильм           | Режиссёр | Сценарист | Продюсер | Примечания                                   |
| ---- | --------------- | -------- | --------- | -------- | -------------------------------------------- |
| 1988 | Ужас подземелья |          | Да        |          | В титрах: Кит Дюбуа (Kit Du Bois)            |
| 1988 | Детские игры    |          | Да        |          | Совместно с Томом Холландом и Джоном Лафия   |
| 1990 | Детские игры 2  |          | Да        |          |                                              |
| 1990 | Байки из склепа |          | Да        |          | Эпизод: "Fitting Punishment"                 |
| 1991 | Детские игры 3  |          | Да        |          |                                              |
| 1998 | Невеста Чаки    |          | Да        | Да       |                                              |
| 2004 | Потомство Чаки  | Да       | Да        |          |                                              |
| 2013 | Проклятие Чаки  | Да       | Да        |          |                                              |
| 2015 | Ганнибал        |          | Да        | Да       | Сценарист (2 эпизода); продюсер (8 эпизодов) |
| 2016 | Нулевой канал   |          | Да        | Да       | Сценарист (3 эпизода); продюсер (8 эпизодов) |
| 2017 | Культ Чаки      | Да       | Да        | Да       |                                              |
| 2021 | Чаки            | Да       | Да        | Да       |                                              |